# Васильєвка (Абдулинський міський округ)
Васи́льєвка (рос. Васильевка) — село у складі Абдулинського міського округу Оренбурзької області, Росія.

## Населення
Населення — 161 особа (2010; 277 у 2002).
Національний склад (станом на 2002 рік):
- чуваші — 50 %
- росіяни — 28 %